# PowerPC 5000
A PowerPC 5000 család a Freescale (korábban Motorola, jelenleg NXP) és az STMicroelectronics PowerPC és Power utasításkészlet-architektúrájú mikroprocesszorainak sorozata, amelyeket autóipari és ipari mikrovezérlőkben és egylapkás rendszerekben (SoC) való használatra terveztek. Az MPC5000 család két sorozatból áll: 51xx/52xx és 55xx/56xx – ezek azonban különböző technológiákat képviselnek.

## Processzorok

### MPC51xx
- Az MGT5100 2002-ben jelent meg, és ez a Motorola első CPU-ja a mobileGT egylapkás rendszer-platformhoz (SoC), autók telematikai, információs és szórakoztató alkalmazásaihoz. A PowerPC 603e-ből származtatott e300 magon alapul, akár 230 MHz-es sebességgel futhat, és tartalmaz egy kétszeres pontosságú FPU-t, 16 / 16 KiB L1 adat- és utasítás-gyorsítótára van és be-/kimeneti perifériák gazdag készletével rendelkezik, többek között DDR SDRAM, Universal Serial Bus, PCI, Ethernet, IrDA és ATA vezérlőkkel.
- Az MPC5121e eszközt 2007 májusában mutatták be. Ez az MPC5200B 32 bites mikrovezérlőn alapul és egy 400 MHz-es nagymértékben integrált egylapkás rendszer (SoC) processzor, amely telematikai alkalmazásokat céloz, USB, PCI, hálózati működést, DDR RAM-ot és lemezes tároló vezérlőket tartalmaz. Emellett rendelkezik egy lapkára integrált PowerVR MBX Lite grafikus processzorral, ami támogatja a 3D gyorsítást, akár 1280 × 720 pixeles megjelenítőt vezérelhet, valamint egy felhasználó által programozható 200 MHz-es RISC társprocesszort is tartalmaz, amelyet multimédiás feldolgozáshoz terveztek, ez például valós idejű hang- és beszédfelismeréshez használható.
- Az MPC5123 csip 2008 áprilisában jelent meg[1] és lényegében egy MPC5121e, PowerVR társprocesszor nélkül. Megcélzott alkalmazási területe a telematika, POS-terminál-ok rendszerei, egészségügyi berendezések, képernyős kioszkok és az ipari automatizálás.

### MPC52xx

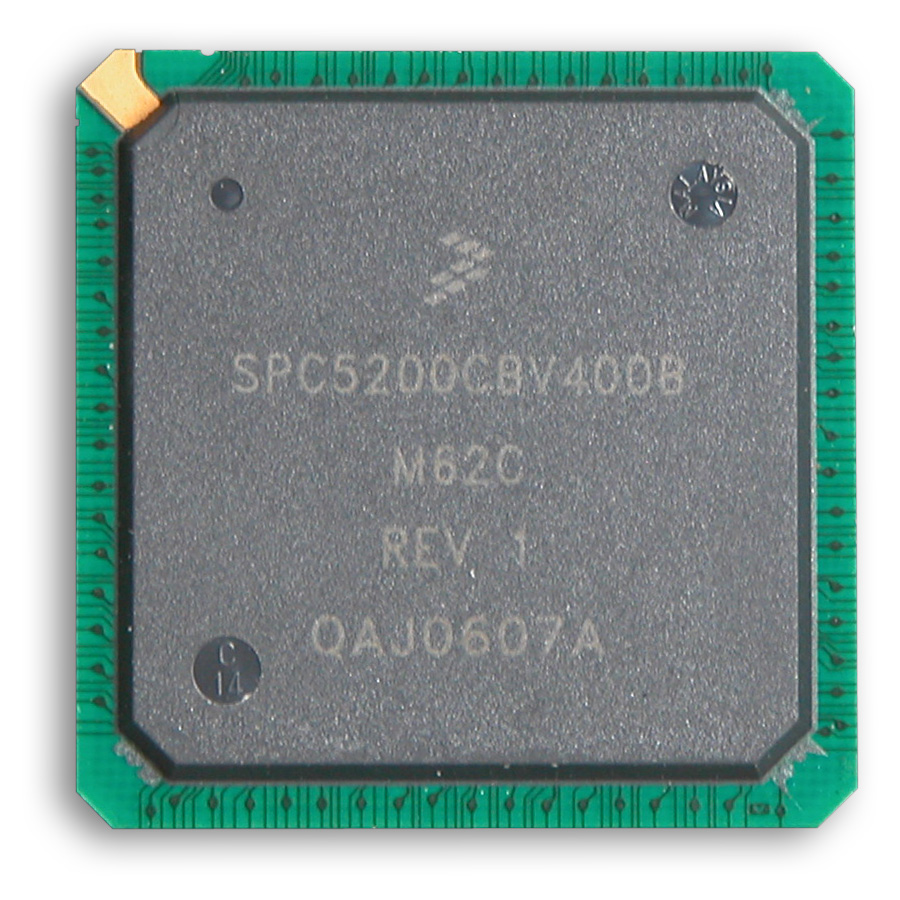
Egy -es MPC5200 egy EFIKA számítógépből

Az MPC5200 család az e300-magos MGT5100 processzoron alapul, és szintén a Freescale mobileGT platformjához tartozik.
- MPC5200 – 266–400 MHz, lapkára integrált vezérlőkkel DDR-RAM, PCI, Ethernet, USB, ATA, soros, DMA és más be-/kimeneti eszközök vezérlésére. 2003-ban mutatták be, később felváltotta az MPC5200B.
- MPC5200B – 266-466 MHz, továbbfejlesztett MPC5200, 2005-ben vezették be. A kis fogyasztású kompakt EFIKA számítógépsorozatban is használják.

### MPC55xx
Az MPC5xx-ből származó e200 magon alapul, felfelé kompatibilis az újabb e500 maggal és a régebbi PowerPC „Book E” specifikációval. Ennél a processzornál a hangsúly az autóipari és ipari vezérlőrendszereken van, mint például a robotika, erőátviteli rendszer és üzemanyag-befecskendezés. A magok több SoC vezérlő alapját képezik, 40 és 600 MHz között, változatos további funkciókkal, mint Flash-ROM, Ethernet vezérlők, egyedi be-/kimeneti eszközök. Minden MPC55xx processzor megfelel a Power ISA v.2.03 specifikációnak.
Az MPC55xx családnak négy egymástól kissé eltérő tagja van, a legkisebbtől a legmagasabb teljesítményű magokig.
- MPC5510 – egy e200z1 magot használ, egy opcionális e200z0 maggal társprocesszorként.
- MPC5533 és MPC5534 – e200z3 magokat használ.
- MPC5553, MPC5554, MPC5561, MPC5565, MPC5566 és MPC5567 – e200z6 magokat használ.

### MPC56xx
Az MPC56xx család a Freescale és az STMicroelectronics által közösen kifejlesztett PowerPC e200 mag alapú mikrovezérlők sorozata. 90 nm-es gyártási folyamattal készül. Ezek a mikrovezérlők célzottan olyan autóipari alkalmazásokhoz készültek, mint a szervokormány-vezérlés, üzemanyag-befecskendezés, kijelzővezérlés, hajtáslánc, aktív felfüggesztés, alvázvezérlés, blokkolásgátló fékrendszerek, és az adaptív sebességtartó automatika radarja. A Freescale ezeket a processzorokat MPC56xx, az ST pedig SPC56x jelöléssel forgalmazza.
- MPC560xB/C vagy SPC560B/C – egyetlen e200z0 magot használ legfeljebb 64 MHz-en, maximálisan 512 KiB flashmemóriát, 64 KiB EEPROM-ot, és legfeljebb 48 KiB RAM-ot tartalmazhat. Autókarosszéria-elektronikai alkalmazásokhoz használják.
- MPC560xP vagy SPC560P – egy e200z0 magot használ legfeljebb 60 MHz-en, legfeljebb 512 KiB flash memóriát, maximálisan 64 KiB EEPROM-ot, legfeljebb 40 KiB RAM-ot tartalmaz. Az alváz és légzsák vezérlésére használják.
- MPC560xS vagy SPC560S – egy e200z0 magot használ legfeljebb 64 MHz-en, legfeljebb 1 MiB flash memóriát, 64 KiB EEPROM-ot, legfeljebb 48 KiB RAM-ot, és egy lapkára integrált képernyővezérlőt tartalmaz, legfeljebb 160 KiB VRAM-mal. Színes TFT kijelző vezérlésére szolgál.
- MPC563xM vagy SPC563M – egy e200z3 magot használ legfeljebb 80 MHz-en, legfeljebb 1,5 MiB flash memóriát és 111 KiB SRAM-ot tartalmaz. Belépő szintű hajtáslánc-alkalmazásokhoz használják.
- MPC564xL vagy SPC56EL – Kettős e200z4 magot használ 120 MHz-en, 1 MiB flash memóriát, 128 KiB SRAM-ot tartalmaz.
- MPC5668G – egy e200z6 magot és egy e200z0 magot tartalmaz, maximális órajele 128 MHz, legfeljebb 2 MiB flash memóriát, 592 KiB SRAM-ot, integrált Ethernet vezérlőt tartalmaz.
- MPC5674F – egy e200z7 magot használ, max. 264 MHz, legfeljebb 4 MiB flash memóriát, 256 KiB RAM-ot tartalmaz. Hajtáslánc-, üzemanyag- és motorvezérlésre használják.

## Fordítás
Ez a szócikk részben vagy egészben  a   PowerPC 5000 című angol Wikipédia-szócikk ezen változatának fordításán alapul.  Az eredeti cikk szerkesztőit annak laptörténete sorolja fel. Ez a jelzés csupán a megfogalmazás eredetét és a szerzői jogokat jelzi, nem szolgál a cikkben szereplő információk forrásmegjelöléseként.